# Volo Asian Spirit 100
Il volo Asian Spirit 100 era volo operato dalla Asian Spirit tra l'aeroporto Internazionale di Manila-Ninoy Aquino di Manila e l'aeroporto di Cauayan di Cauayan nelle Filippine. Il 7 dicembre 1999 l'aereo si schiantò contro una montagna tra i comuni di Kasibu nella provincia di Nueva Vizcaya e Cabarroguis nella provincia di Quirino. Tutti i quindici passeggeri e i due membri dell'equipaggio a bordo del volo persero la vita nell'incidente.

## L'aereo
L'aereo che operava il volo era un Let L 410 (numero di registrazione RP-C3880). Il capitano era Rolando Salandanan, con oltre 10.000 ore di volo ed ex vicepresidente per le operazioni di Pacific Airlines.

## L'incidente
L'aereo partì dal terminal nazionale  dell'aeroporto di Manila alle 8:34 ora locale. Il pilota ebbe l'ultimo contatto con il controllo del traffico aereo alle 9:19 ora locale mentre si stava avvicinando all'aeroporto di arrivo. Non diede mai nessuna indicazione di un problema a bordo dell'aereo. L'atterraggio del volo 100 era previsto a Cauayan alle 9:37 ora locale. Il relitto del volo sarebbe stato ritrovato il giorno successivo.